# Centro (Osasco)

O Centro ou Centro de Osasco é um bairro do município brasileiro de Osasco, no estado de São Paulo. Está demilitado ao norte, pelos bairros: Bonfim e Distrito Industrial Centro; A leste, pelos bairros Presidente Altino, Distrito Industrial Autonomistas e Vila Campesina; Ao sul, pelo bairro Cidade de Deus; A oeste pelos bairros Bela Vista e Vila Osasco. 
O bairro apresenta um comércio dinâmico e possui os loteamentos: Jardim Granada; Jardim Alvorada; Vila Regina;
Jardim Agú; Jardim Lauro Gomes; Vila Bussocaba; Vila Cobrasma; Vila Osasco.

## Formação
O bairro se formou após a compra de terras por Antonio Agù na região, com a instalação da linha férrea Sorocabana e construção da  estação de trem Osasco no final do século XIX.

## Principais vias
- Avenida dos Autonomistas
- Rua Antonio Agù
- Rua Dona Primitiva Vianco
- Avenida João Batista
- Avenida Marechal Rondon
- Rua João Crudo
- Rua Pedro Fioretti
- Rua Padre Damaso
- Avenida Maria Campos
- Rua Cipriano Tavares
- Rua Dante Batiston
- Avenida Bussocaba
- Avenida Dionysia Alves Barreto
- Avenida Santo Antônio[1]

## Educação
- Secretaria da Educação

### Escolas
- EMEI Pedro Martino
- EMEF Marechal Bittencout
- EE Professor José Liberatti
- EE Antônio Raposo Tavares
- Anglo Leonardo Da Vinci
- Colégio Fernão Dias
- Colégio Desafio
- Colégio Seta
- Colégio Papa Mike
- Colégio Padre Anchieta
- Colégio Aplicação
- Colégio Haya
- Sunrise School Ensino Bilíngue

### Escolas culturais
- Escola de Artes Plásticas e Cênicas “Cesar Antonio Salvi”
- Escola de Xadrez Antonio França Garcia

### Ensino superior e profissional
- Faculdade Fernão Dias
- FIPEN
- Senac
- Sebrae

### Bibliotecas
- Biblioteca Municipal Monteiro Lobato[1]

## Cultura
- Secretaria de Cultura
- Museu Dimitri Sensaud de Lavaud
- Núcleo de Artes Cênicas Sebastian
- Espaço Cultural “Grande Otelo”
- Centro de Eventos Pedro Bortoloso
- Projeto Guri – Pólo Osasco
- Centro Afro-Brasileiro – Casa de Angola[1]

## Esportes
- Secretaria de Esportes, Recreação e Lazer
- Praça de Esportes e Área de Lazer Aurélio
- Lopes (Desportista Emérito)[1]

### Clubes
- Clube Floresta

## Assistência Social
- Casa Vida Nova – Seção de Atendimento à Criança e ao Adolescente
- Albergue Noturno
- Secretaria de Desenvolvimento, Trabalho e Inclusão[1]

## Centros de compras
- Calçadão

### Mercados
- Mercado Municipal de Osasco
- Extra
- Wal Mart

### Shoppings
- Osasco Plaza Shopping
- Shopping Galeria
- Shopping União
- Shopping Primitiva
- Super Shopping Osasco
- Poli Shopping Osasco

## Saúde
- Organização Médica Cruzeiro Sul S/A
- Hospital Montreal S/A
- Hospital e Maternidade Renascença
- Hospital e Maternidade Sino Brasileiro
- Hospital Central Municipal Antônio Giglio
- Farmácia Popular

### Organismos de saúde
- Centro de Valorização do Servidor SESMET Engenharia de Segurança e em Medicina do Trabalho
- Escola do Servidor – Treinamento e Capacitação para o Servidor Público de Osasco
- Secretaria de Saúde[1]

## Segurança
- Corregedoria Geral da Guarda Civil Metropolitana
- Base Comunitária Antônio Menck
- Base Comunitária Autonomistas
- 5º Distrito Policial
- 3ª Companhia do 14º Batalhão da Polícia Militar Metropolitana
- Cadeia Pública
- Delegacia Seccional de Polícia
- Delegacia de Defesa da Mulher
- Posto de Identificação Civil

### Dados da segurança pública do bairro
| Ocorrências de 2004                    | Números | Porcentagem % |
| -------------------------------------- | ------- | ------------- |
| Homicídio doloso                       | 3       | 0,10          |
| Homicídio culposo – delito de trânsito | 1       | 0,03          |
| Tentativa de homicídio doloso          | 6       | 0,19          |
| Tentativa de latrocínio                | 2       | 0,06          |
| Encontro de cadáver                    | 1       | 0,03          |
| Estupro                                | 4       | 0,13          |
| Corrupção de menores                   | 16      | 0,51          |
| Porte de entorpecentes                 | 1       | 0,03          |
| Tráfico de entorpecentes               | 4       | 0,13          |
| Furto                                  | 1634    | 52,41         |
| Roubo                                  | 747     | 23,96         |
| Roubo de veículos                      | 99      | 3,18          |
| Furto de veículos                      | 600     | 19,24         |
| Total Ocorrências                      | 3118    | 100,0         |

## Trasporte

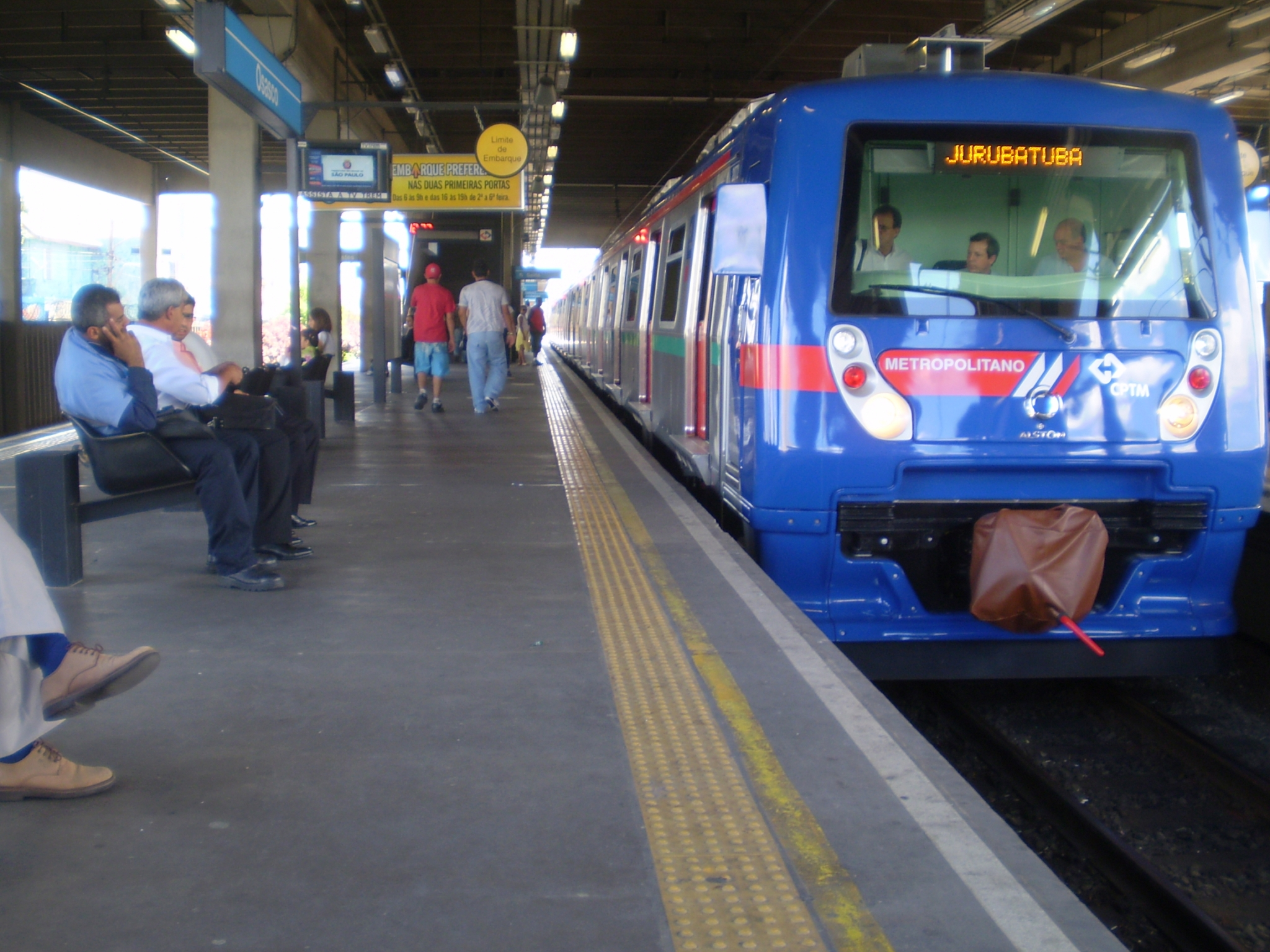
Trem na Estação de Osasco

### Ônibus
- Largo de Osasco
- Rodoviária de Osasco

### Trem
Estação Osasco, pertencente às linhas 8 e 9 do Trem Metropolitano de São Paulo.

## Empresas públicas
- CETESB - Cia. de Tecnologia e saneamento Ambiental
- Empresa Bras.Correios e Telégrafos/Agência Postal e Telégrafo
- Agência de Correio Franquiada - ACF
- SABESP - Cia. Saneamento Básico do Estado de São Paulo
- Empresa Bras.Correios e Telégrafos/Centro de Distrib.Domiciliar[1]

## Orgãos públicos

### Secretarias
- Secretaria de Serviços Municipais
- Secretaria de Meio Ambiente
- Secretaria de Assuntos Jurídicos Secretaria de Governo e Comunicação
- Secretaria de Finanças
- Secretaria de Administração
- Secretaria de Habitação e Desenvolvimento Urbano

### Orgãos do servidor
- Portal do Trabalhador Gildeson Cardoso de Santana
- Centro de Valorização do Servidor

### Organismo de Formação Continuada
- Centro de Formação Continuada Prof Águeda Thereza Binotti Pires

### Institutos de iguadade racial
- Coordenadoria de Gênero e Raça

### Casa pública
- Prefeitura de Osasco
- Câmara Municipal de Osasco
- Ouvidoria Geral do Município de Osasco
- Instituto de Previdência do Município de Osasco - IPMO

### Departamentos públicos
- Departamento de Uso do Solo/Planejamento Urbano/Cadastro e Geoprocessamento
- Departamento Municipal de Trânsito - Demutran
- Departamento de Controle e Uso do Solo
- Departamento de Abastecimento[1]